# Никоненко Сергій Григорович
Сергі́й Григо́рович Никоне́нко (21 грудня 1962 — 18 січня 2015) — солдат Збройних сил України, учасник російсько-української війни.

## Життєпис
Учасник війни в Афганістані. Здобув дві вищі освіти. Працював у нафтогеологорозвідувальних експедиціях глибокого буріння — Полтавська область, крайня північ Росії.
З перших днів бойових дій на сході України брав активну участь в організації блокпостів на під'їздах до Миргорода. Один із перших волонтерів руху допомоги армії.
Від 3 червня 2014-го — доброволець, командир розвідувального підрозділу 24-го окремого штурмового батальйону ЗСУ «Айдар». Терористи оцінювали його життя в 450 тисяч доларів.
Загинув 18 січня 2015-го внаслідок обстрілу російськими збройними формуваннями з РСЗВ «Град» села Трьохізбенка. Після 3-ї години ночі кілька снарядів поцілили в приміщення сільської школи, 2 корпуси зруйновані повністю, 1 частково. Сергій прикрив собою комплекти набоїв, цим вберіг не одне життя. Зазнав важких поранень, помер в лікарні міста Щастя.
Похований в Миргороді 21 січня 2015-го з військовими почестями, у місті оголошено жалобу.
Донька Сергія Ярослава також зайнялася волонтерством. Загинула 15 жовтня 2019 року як солдат 101-ї бригади від кулі снайпера. За особисту мужність і самовіддані дії, виявлені у захисті державного суверенітету та територіальної цілісності України, нагороджена орденом «За мужність» III cт. (5 листопада 2019, посмертно).

## Нагороди та вшанування
- Орден «За мужність» III ступеня (14 березня 2015, посмертно) — за особисту мужність і високий професіоналізм, виявлені у захисті державного суверенітету та територіальної цілісності України.[4]
- Почесний громадянин міста Миргорода (17 березня 2017, посмертно)
- Вшановується в меморіальному комплексі «Зала пам'яті», в щоденному ранковому церемоніалі 18 січня[5][6].